# Рассоха (приток Ясачной)
Рассоха — река в Якутии, левый приток реки Ясачная.
Длина реки — 254 км, площадь водосборного бассейна — 8820 км². Протекает в основном по Верхнеколымскому району, в верховьях образует его границу с Момским районом.
Берёт начало в хребте Улахан-Чистай двумя истоками: Улахан-Начини и Сумун, в среднем течении прорезает хребты Гармычан и Арга-Тас. В низовьях извилиста, разбивается на два рукава. Питание снеговое и дождевое. Замерзает в октябре, вскрывается в мае.

## Притоки
Объекты перечислены по порядку от устья к истоку.
- 46 км: река без названия
- 63 км: река без названия
- 78 км: река без названия
- 118 км: Кереместях
- 121 км: Яшкин
- 125 км: Кюрюнкюн
- 126 км: Итакия
- 136 км: руч. Сахарымнан (в верховье руч. Сопочный)
- 146 км: Южный
- 154 км: Булкут
- 157 км: река без названия
- 163 км: Ичен
- 176 км: Нуманья
- 182 км: Мама
- 183 км: Широкий
- 186 км: Ночной
- 193 км: Серечен
- 197 км: река без названия
- 201 км: река без названия
- 218 км: река без названия
- 222 км: Хаханджа
- 229 км: река без названия
- 234 км: Чугас
- 247 км: Кручина
- 251 км: Колодекчан
- 254 км: Улахан-Нагаин
- 254 км: Хара-Уулах